# Мизар (албум)
Мизар е дебютният албум на даркуейв групата от Република Македония Мизар. Албумът е издаден на 18 май 1988 година.

## Състав
- Горан Таневски – вокали
- Горазд Чаповски – китара
- Сашо Кръстевски – бас
- Борис Георгиев – барабани
- Катерина Веляновска – клавишен инструмент